# Isidore Pils
Pour les articles homonymes, voir Pils.
Isidore Alexandre Auguste Pils, né à Paris le 7 novembre 1815 et mort à Douarnenez le 3 septembre 1875, est un peintre français.

## Biographie
Fils d’un soldat du maréchal Oudinot, Isidore Pils manifesta tôt ses talents. Vers 1826, il entre dans l'atelier de Guillaume Guillon Lethière, auprès duquel il étudie son art pendant quatre ans. Il est également l'élève de François Édouard Picot (1786-1868).
Il est lauréat du prix de Rome de 1838 dans la catégorie peinture d’histoire avec Saint Pierre guérissant un boiteux à la porte du Temple, puis il effectue son séjour à l’Académie de France à Rome à la villa Médicis, alors dirigée par Ingres.
De santé fragile, tuberculeux, il part en convalescence à Ischia pendant l’été 1839. Pendant son séjour en Italie il visite Naples, Venise et Florence. Ses premières peintures sont d’inspiration religieuse.
Suivant les troupes françaises en Crimée ou en Orient de 1854 à 1855, il commence à s’orienter vers la peinture militaire. Son œuvre la plus célèbre est Rouget de L'Isle chantant pour la première fois la Marseillaise en  1792, chez Dietrich à Strasbourg. Ce tableau fut terminé en 1849. Resté lié au maréchal Oudinot, il réalisa plusieurs portraits de ce dernier — dont une esquisse du maréchal sur son lit de mort —, le plus connu de ces portraits se trouvant au musée de l'Armée à Paris.
En 1860, il partage son atelier parisien avec le peintre Alfred de Dreux. Il envoie son tableau La Fête donnée à l’Empereur et à l’Impératrice à Alger en 1860 à l’Exposition universelle de 1867.
Nommé professeur de peinture à l’École des beaux-arts de Paris de 1863 à 1875, il part, la même année, séjourner deux ans en Algérie où il peint, malgré la maladie. En 1867, il entre à l’Académie des beaux-arts et est promu officier de la Légion d'honneur.
Il peint de nombreuses scènes militaires pendant le siège de Paris par les Prussiens en 1871. Il est choisi pour exécuter une partie du plafond du grand escalier de l’Opéra de Paris.
Pils produit également des tableaux orientalistes.
Au moment de sa mort en 1875, ses dernières paroles exhortent les peintres à travailler « d’après la nature »[réf. nécessaire]. Il est inhumé au cimetière du Père-Lachaise (54e division).
Son dernier atelier situé 11 place Pigalle est ensuite occupé par le peintre russe Alexeï Harlamov.

## Collections publiques
- Bordeaux :
  - musée des Arts décoratifs et du Design : Portrait de Jules Roubeau.
  - musée des Beaux-Arts : Tranchée devant Sébastopol[5].
- Chantilly, musée Condé : Kabyles[6].
- Compiègne, musée national du château de Compiègne : Autoportrait[7].
- Dole, musée des Beaux-Arts : Les Hébreux en captivité[8].
- Lille, palais des Beaux-Arts : Le Maréchal Molitor sur son lit de mort[9].
- Narbonne,  musée d'art et d'histoire de Narbonne: Tête de Kabyle (vers 1860) [10]
- Paris :
  - église Saint-Eustache : peinture murale de la chapelle Saint-André.
  - Musée Carnavalet: 22 février 1871, le 37e de ligne boulevard de Clichy.
  - Opéra Garnier : décoration de plafonds.
- Strasbourg, musée historique : Rouget de l’Isle chantant La Marseillaise (1849).
- Toulouse, Musée des Augustins de Toulouse : La Mort d'une soeur de charité, huile sur toile, 243 × 308 cm[11]
- Londres, Wallace Collection : Campement arabe, 1861-1862, aquarelle, 26 × 36 cm[12]

Œuvres d'Isidore Pils
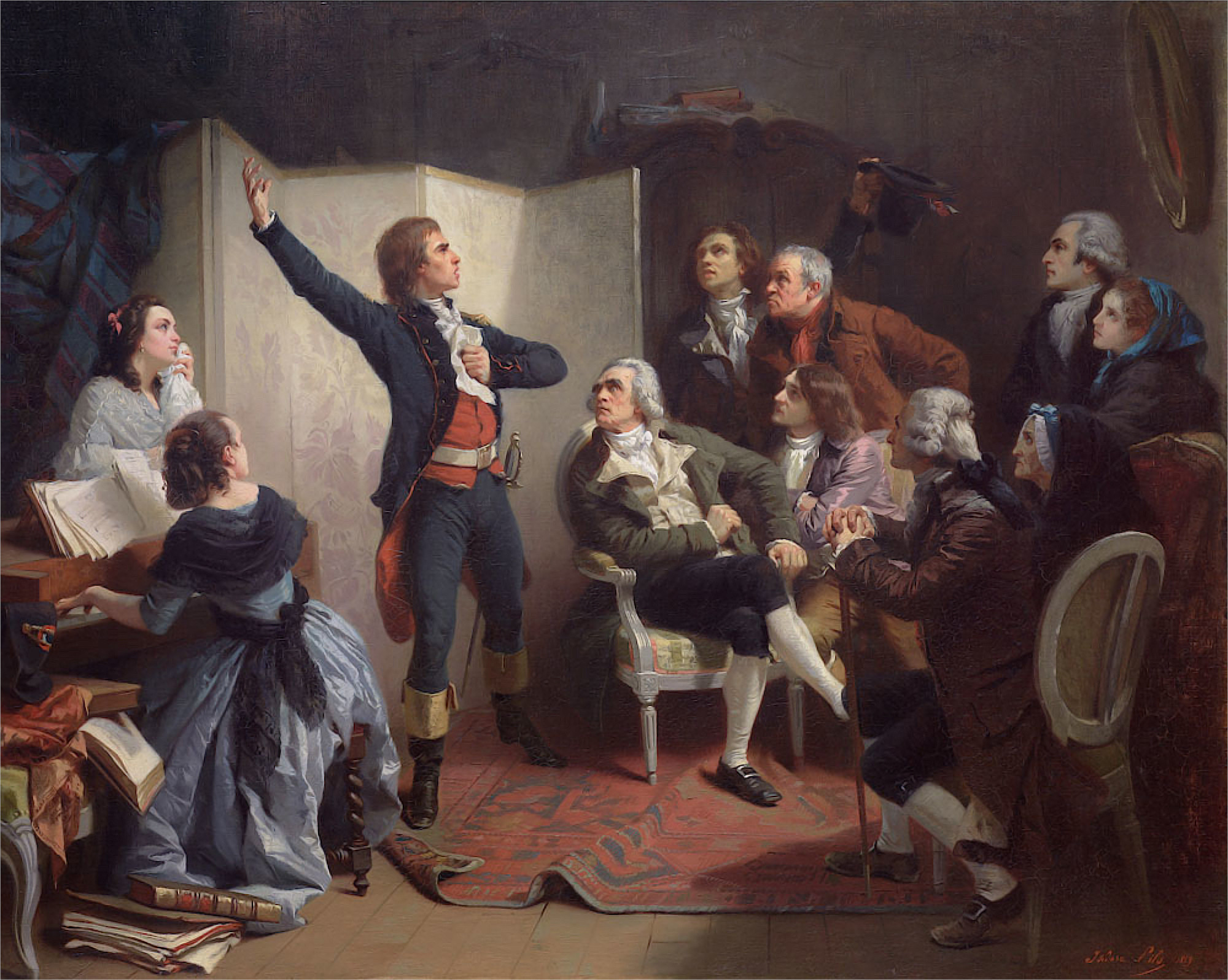
Rouget de l’Isle chantant La Marseillaise (1849), musée historique de Strasbourg.
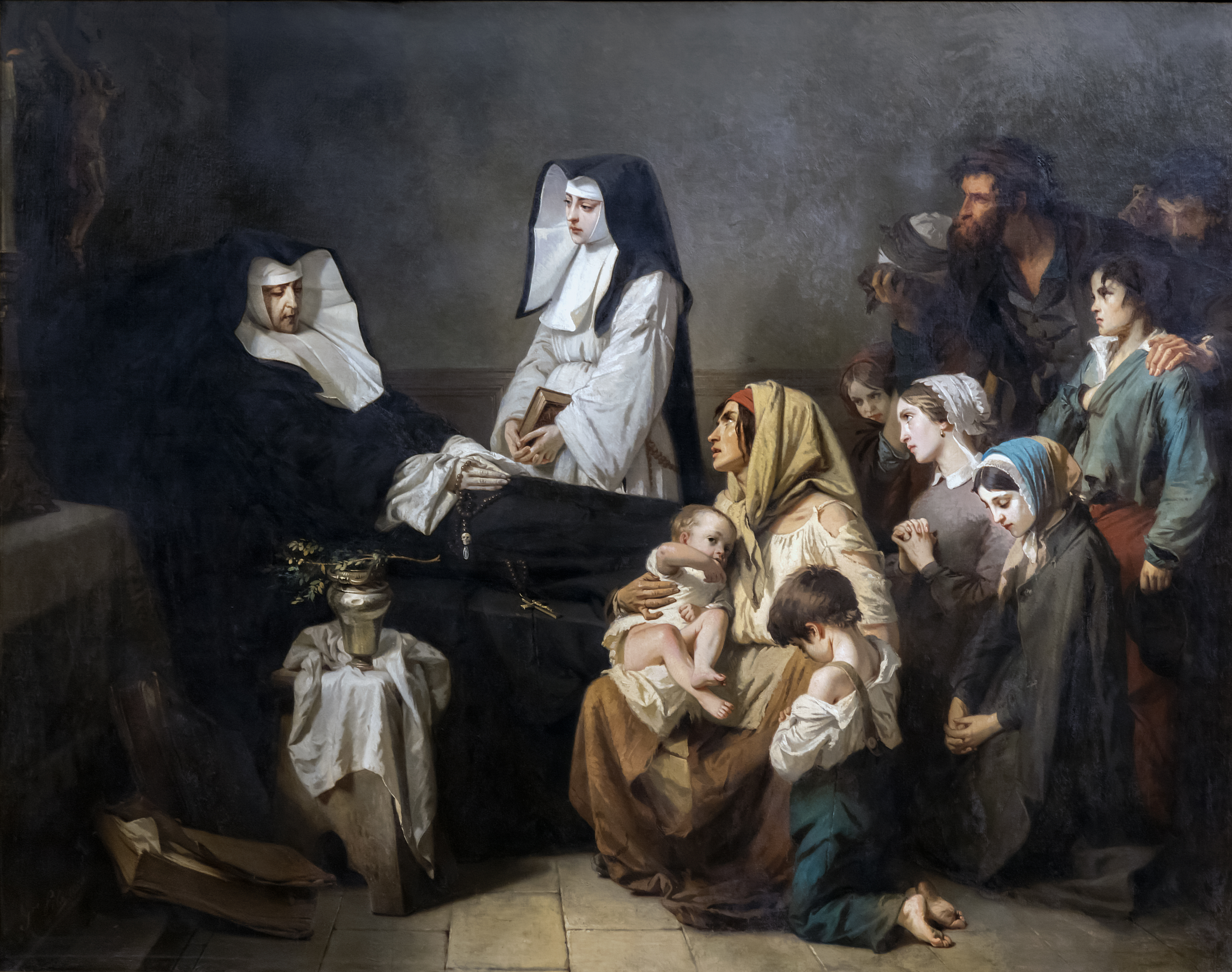
La Mort d'une sœur de charité (1850), musée des Augustins de Toulouse.
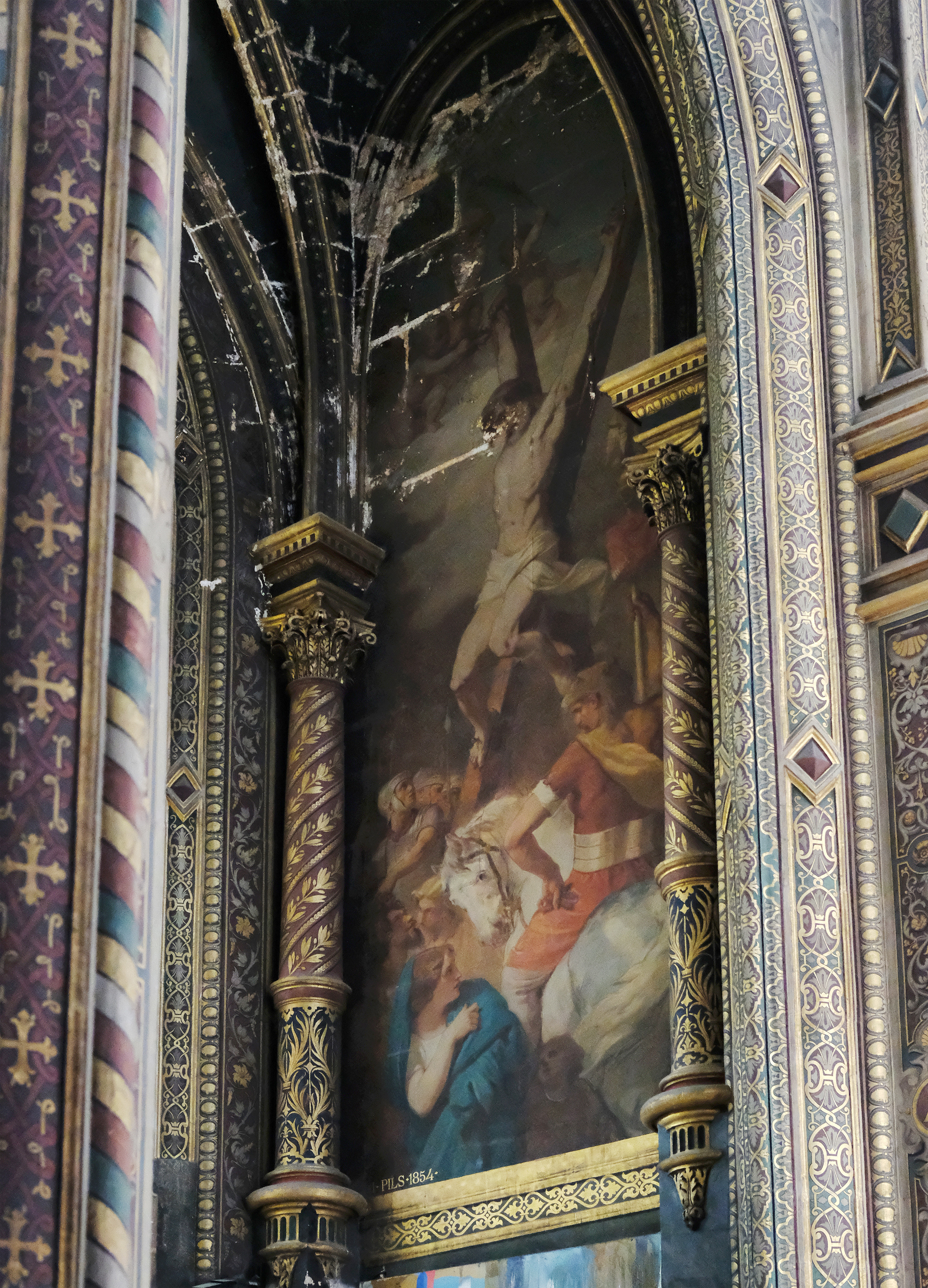
Martyre de saint André (1854), église Saint-Eustache de Paris.
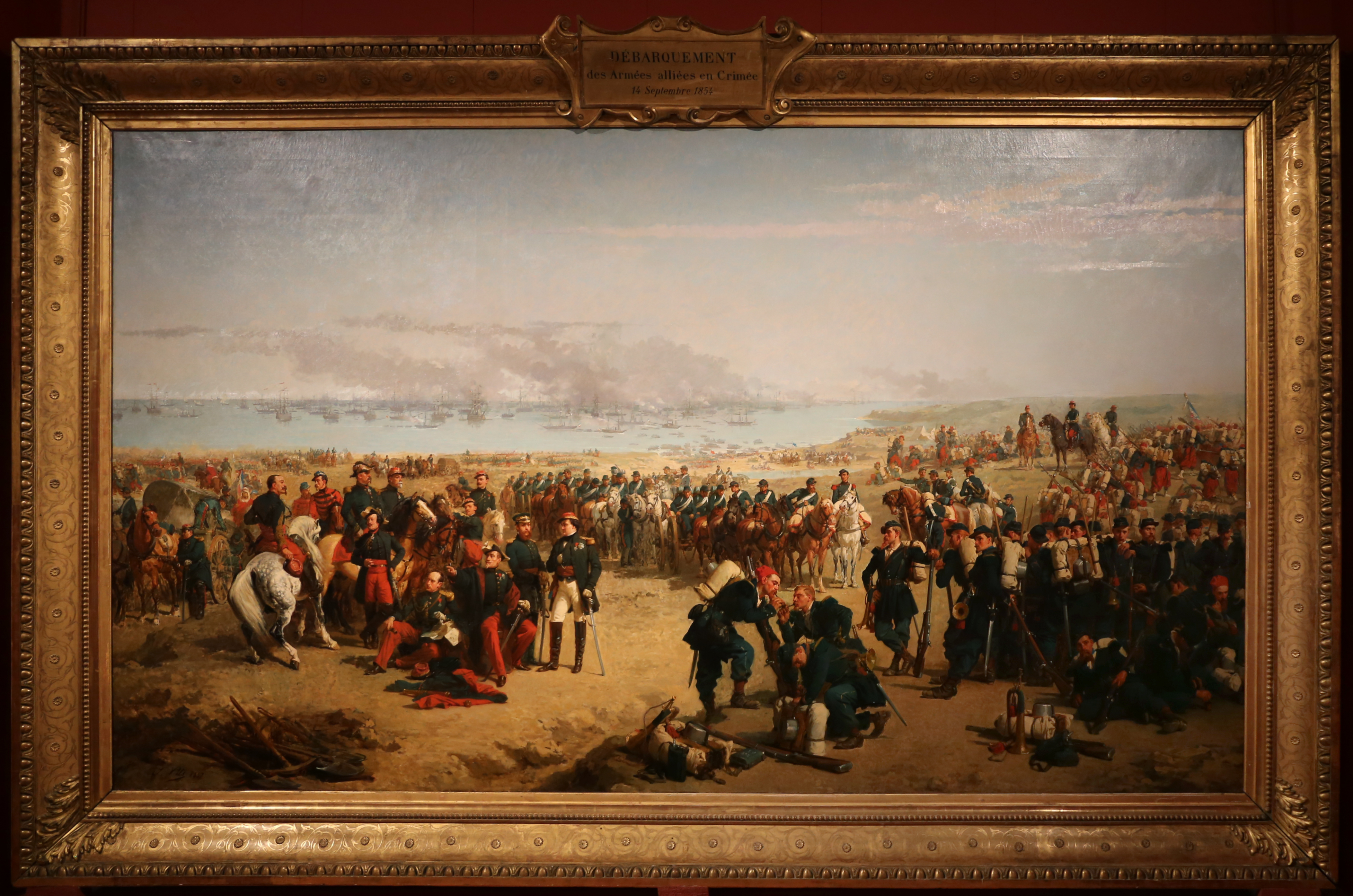
Débarquement des armées alliées en Crimée (14 septembre 1854) (1857), Ajaccio, musée Fesch.
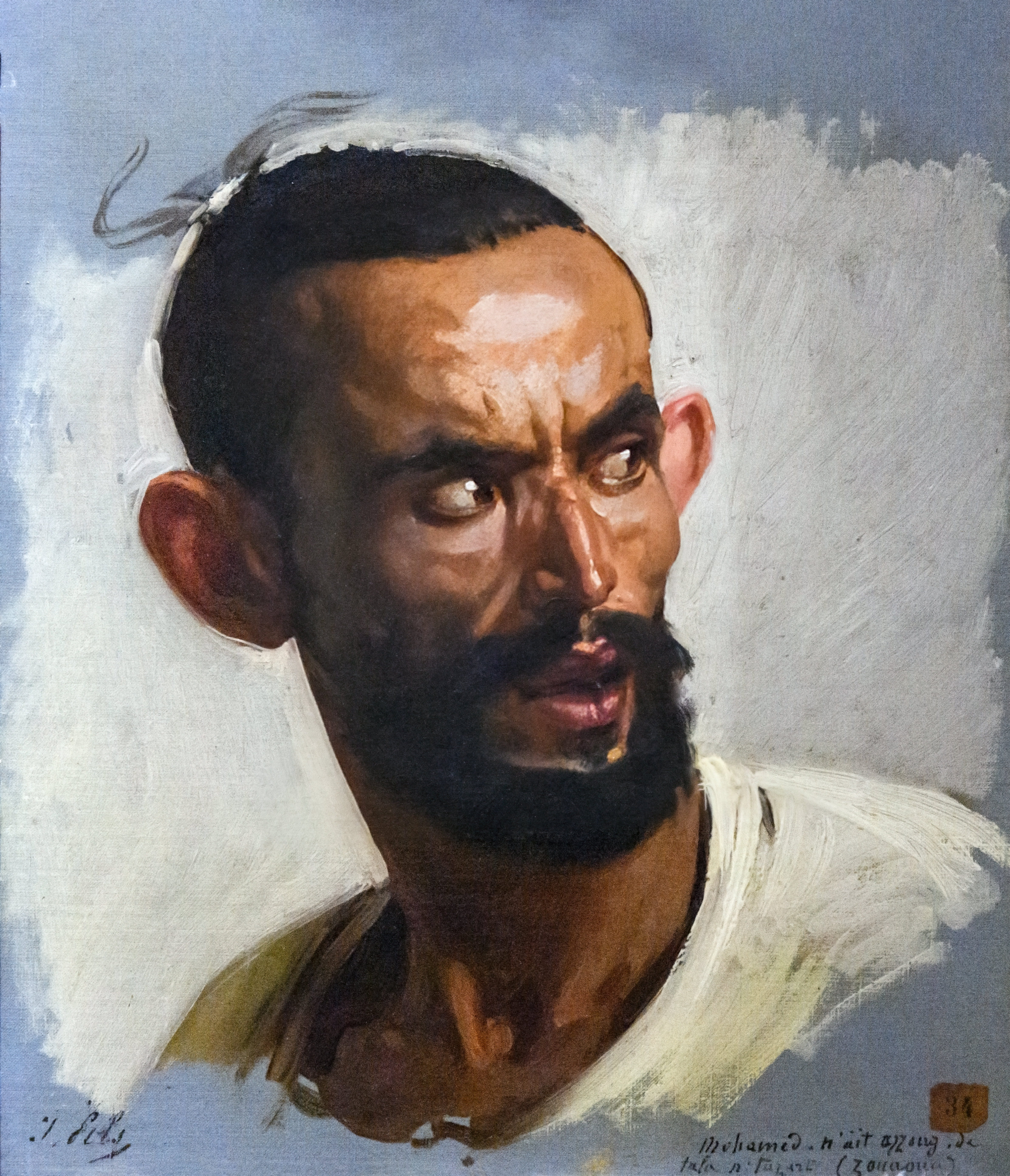
Tête de Kabyle (vers 1860), musée d'art et d'histoire de Narbonne.
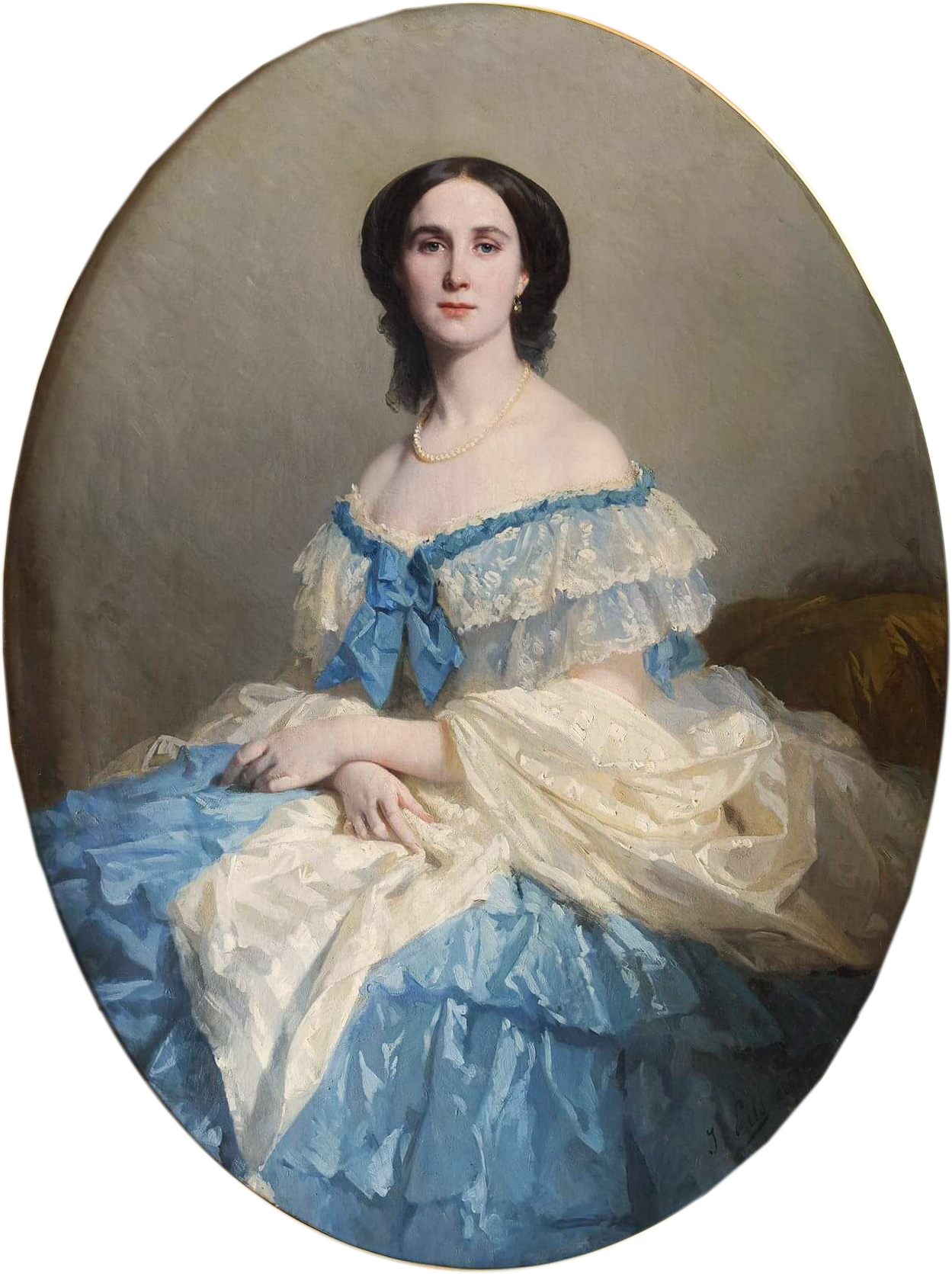
L'Impératrice Charlotte de Mexico (vers 1865), Vienne, Hofburg.
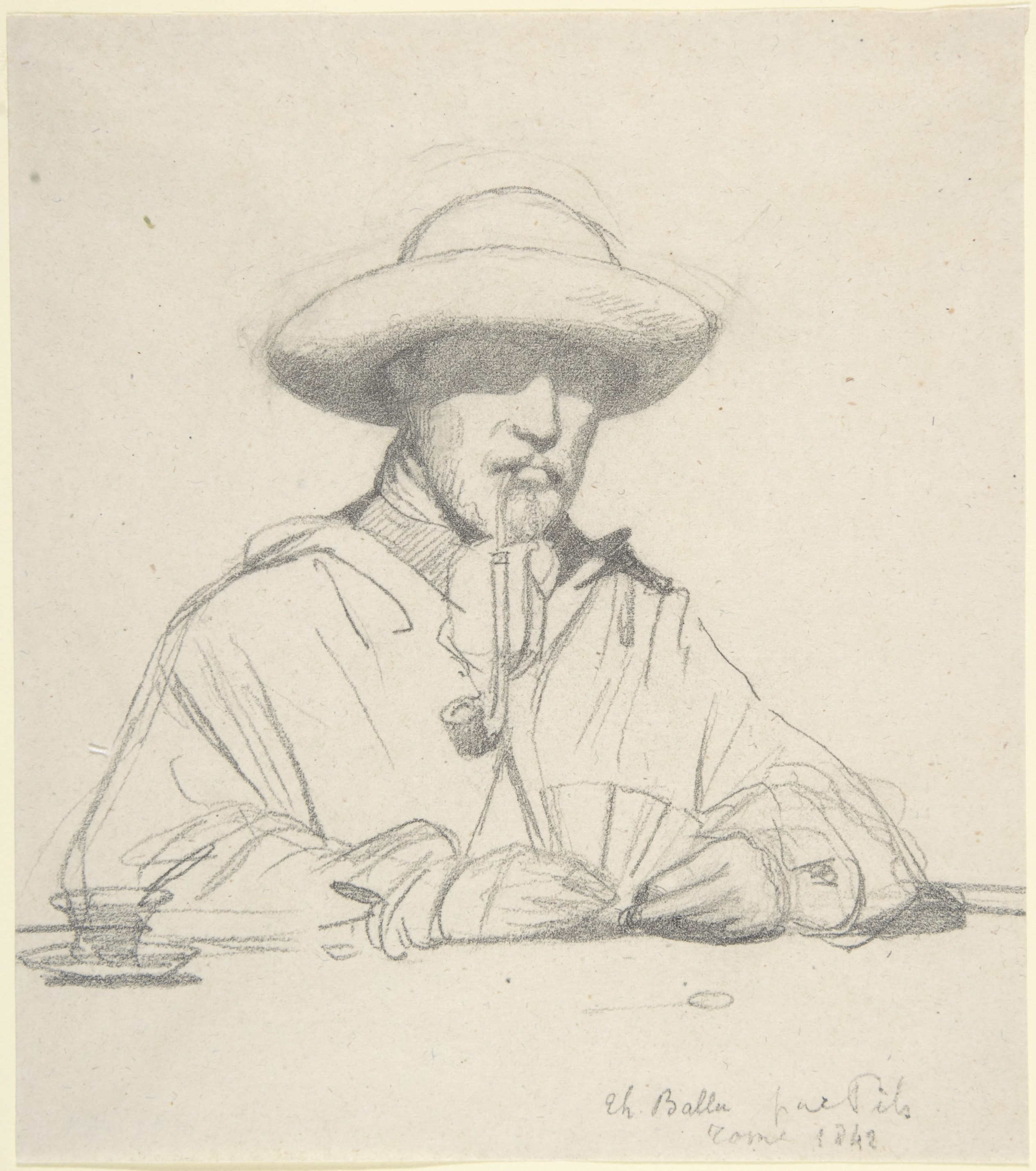
Portrait de Théodore Ballu (1842), New York, Metropolitan Museum of Art.
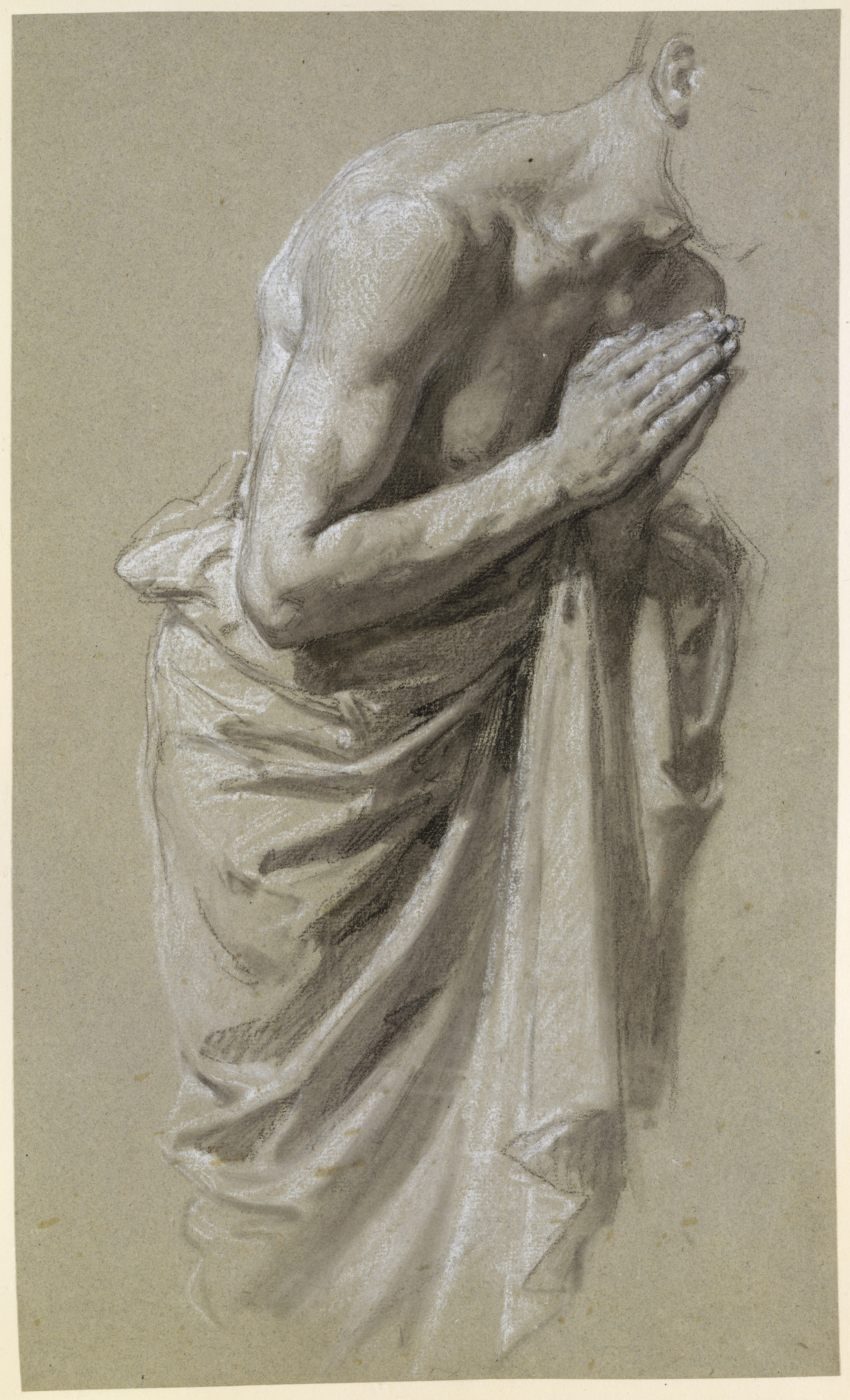
Étude pour Clovis Basilique Sainte-Clotilde de Paris, 1858), New York, Metropolitan Museum of Art.
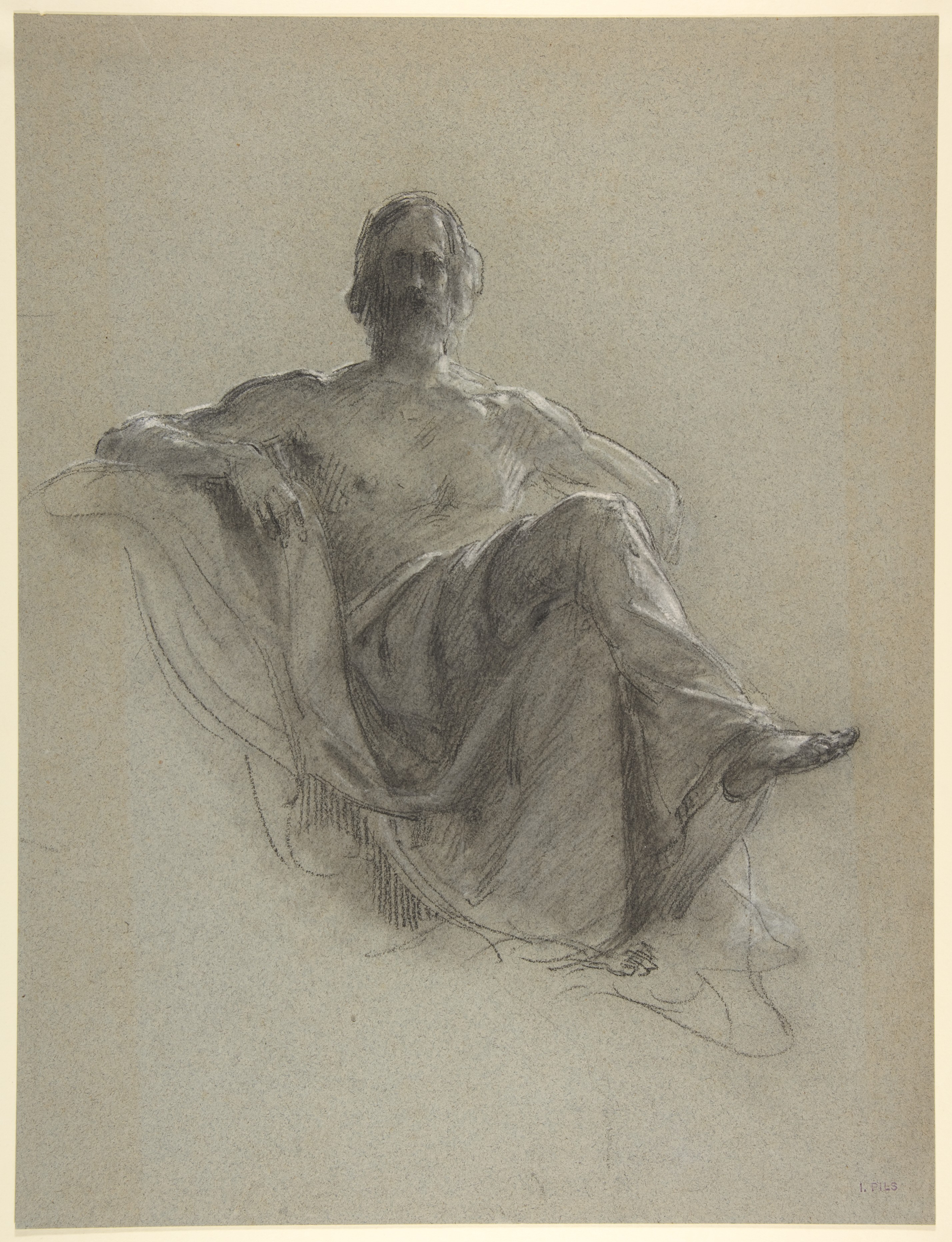
Jupiter assis, New York, Metropolitan Museum of Art.
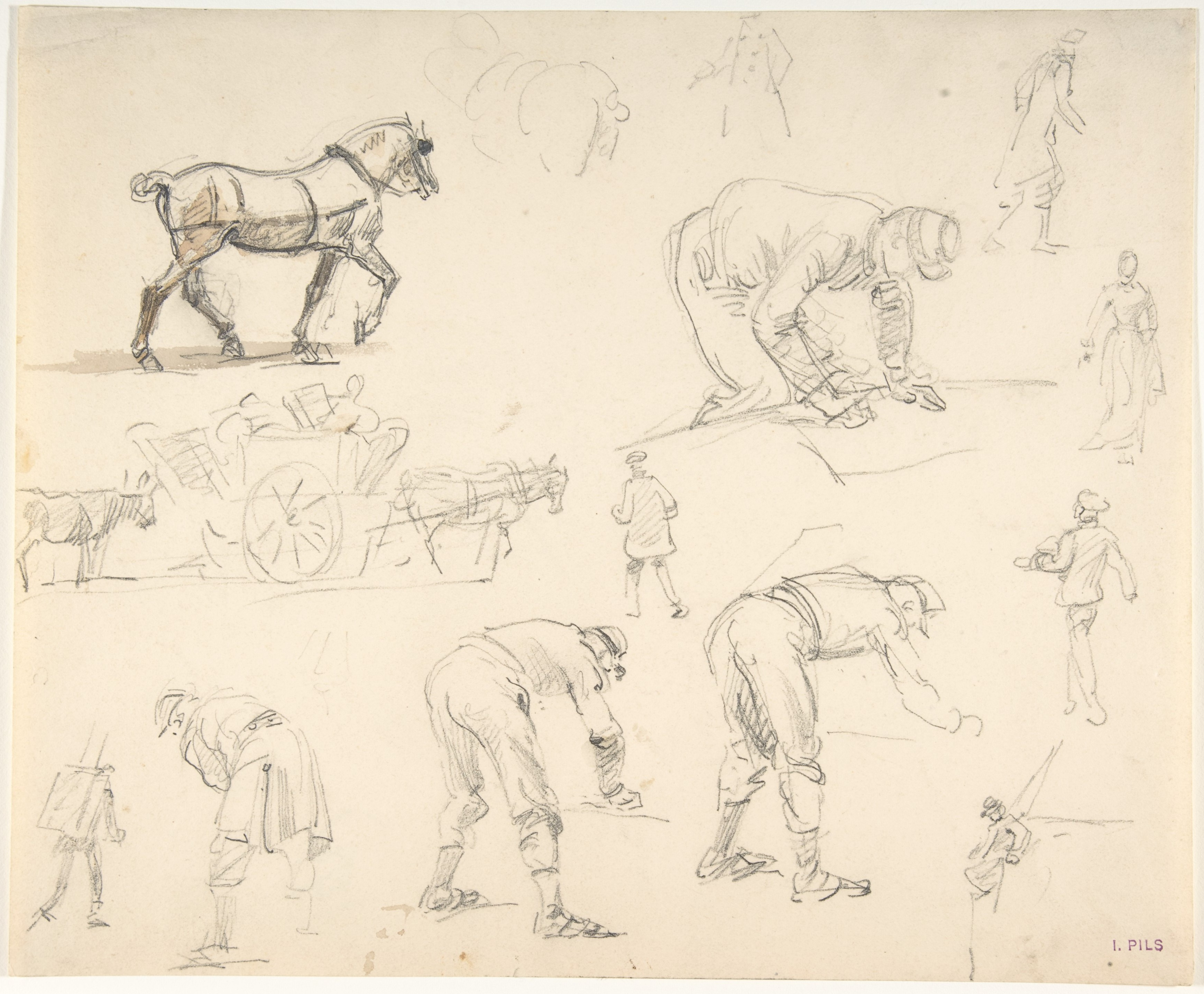
Études de soldats et de chevaux, New York, Metropolitan Museum of Art.

## Élèves
- Édouard d'Apvril
- Jules-Frédéric Ballavoine, de 1863 à 1865.
- Jules Bernard
- Fernand Auguste Besnier
- Albert Emmanuel Bertrand
- François Brillaud
- Ulysse Butin
- Auguste-Hector Cabuzel
- Auguste Carliez
- Armand Charnay
- Léon Choubrac
- Alfred Choubrac
- Georges Clairin
- Henry Coëylas[13]
- Édouard Dantan (1848-1897), avant 1867.
- Ernest Ange Duez
- Henri-Louis Dupray
- Julien Dupré
- Albert Duvivier[14]
- Charles Bertrand d'Entraygues
- Gabriel Ferrier
- Franc-Lamy, de 1873 à 1875.
- Alfred Garcement[15]
- Jules-Armand Hanriot
- Heywood Hardy
- Jules Jacquet (1841-1913), de 1861 à 1866, second grand prix de Rome en 1866.
- Émile-Henri Laporte
- Georges Laugée
- Édouard Loridon
- Gustave Maincent
- Adrien Marie
- Émile Mas
- Jules-Louis Massard
- Luc-Olivier Merson
- Lucien Mouillard (1841-1924)
- Léon Louis Oury
- Léon Pichard du Paty
- Eugène Quignolot
- Paul Renouard
- Henri Saintin
- Noël Saunier
- François Schommer (1850-1935)